# Politiken
«Politiken» — данська щоденна газета, що видається видавницьким домом JP/Politikens Hus A/S.
Є другою за розміром накладу газетою в Данії. Щоденна аудиторія читачів газети складає 430 000 осіб, у неділю — 533 000 осіб.
На міжнародному рівні газета відома своїми світлинами. Ян Граруп, багаторазовий лауреат World Press Photo й багатьох інших конкурсів, був штатним фотографом видання з 2003 до 2009 року.
Politiken є шанованою за її оригінальний та незвичайний дизайн, за який газета отримала безліч премій. 2007 року Politiken разом із чотирма іншими газетами була визнана газетою з найкращим у світі дизайном, випередивши 394 інших газет. Конкурс проводився організацією Society for News Design.

## Історія

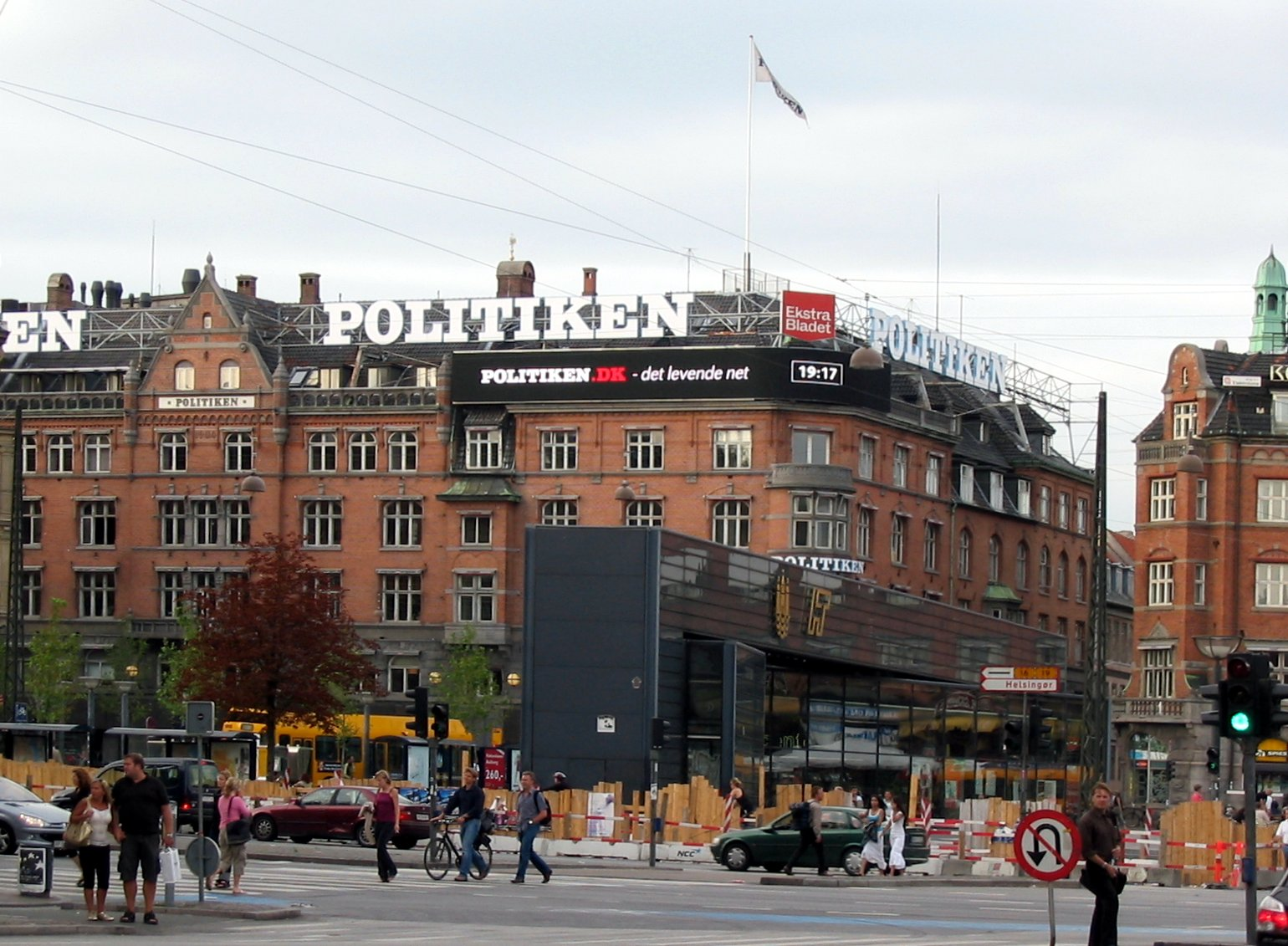
Будівля редакції в Копенгагені

Газету Dagbladet Politiken було засновано 1 жовтня 1884 року в Копенгагені. Її засновниками були Вігго Хоруп, який на той момент очолював парламент, а надалі став міністром друку Данії, Едвард Брандес — данський політик, критик і журналіст, та Герман Бінг. Первинний наклад газети становив лише 2000 примірників. Газета розмістилась у своїй сучасній штаб-квартирі у центрі Копенгагена в будівлі на Ратушній площі 1912 року.

## Політична приналежність
Первинно газета підтримувала Соціально-ліберальну партію, проте 1970 року Politiken оголосила про свою політичну незалежність.
26 лютого 2010 року головний редактор Politiken Тогер Сайденфаден вибачився перед усіма, кого образило рішення редакції передрукувати карикатури на пророка Магомета. Первинно їх було надруковано у газеті Jyllands-Posten. Він пояснив своє рішення так:
|  | Politiken надрукувала ці карикатури не як висловлення поглядів редакції чи відображення якихось поглядів, але тільки як висвітлення газетою останніх новин |

.

## Список головних редакторів газети
У деякі періоди редакторів було більше за одного, тому терміни можуть накладатись одне на одне.
- 1884—1901: Вігго Хоруп
- 1901—1904: Едвард Брандес
- 1905—1927: Генрік Кавлінг
- 1927—1937: Вальдемар Коппель
- 1927—1933: Ове Роде
- 1931—1959: Нільс Газагер
- 1941—1963: Пауль Гаєр
- 1946—1959: Гакон Стефенсен
- 1959—1963: Свенд Тілліге-Расмуссен
- 1963—1966: Бо Брамсен
- 1963—1970: Ернст Пріме
- 1963—1971: Гаральд Енгберг
- 1966—1971: Арне Ейбье-Ернст
- 1970—1993: Герберт Пундик
- 1971—1982: Бент Торндаль
- 1981—1993: Агнер Ам
- 1981—1992: Йорген Грюннет[6]
- 1993—2011: Тегер Сайденфаден
- 2011—?: Анне Метте Сване
- 2011—?: Ларс Граруп

### Премія Кавлінга
Премія Кавлінга — почесний данський приз за досягнення в галузі журналістики. Його названо на честь Генріка Кавлінга, третього головного редактора Politiken.
Цю премію отримували такі журналісти Politiken:
- 1945 — Генрік Рінгстед
- 1962 — Йорген Гартманн-Петерсен
- 1966 — Герберт Пундик
- 1968 — Ерік Норгаард
- 1974 — Анна Вольден-Реттінге
- 2006 — Міріам Дальсгард (фотограф) та Олаф Хергель